# Robustusacris balzapambae
Robustusacris balzapambae är en insektsart som först beskrevs av Rehn, J.A.G. 1913.  Robustusacris balzapambae ingår i släktet Robustusacris och familjen gräshoppor. Inga underarter finns listade i Catalogue of Life.